# Jean Marie Baud
Jean-Marie Baud (Rumilly, 16 juli 1776 - Leuven, 11 maart 1852) was een arts en chirurg, hoogleraar aan en rector magnificus van de Rijksuniversiteit Leuven en hoogleraar aan de Katholieke Universiteit Leuven.

## Levensloop
In de revolutietijd, pas achttien geworden, trad hij in het leger en werd chirurg derde klas in het Alpenleger. Van 1794 tot 1800 nam hij deel aan de meeste republikeinse campagnes. In dat laatste jaar werd hem een brevet toegekend van chirurg tweede klas, ondertekend door eerste consul Napoleon Bonaparte en door minister van Oorlog Carnot.
Op 22 maart 1802 werd het Franse leger op vredesvoet geplaatst en kwam een einde aan de legerdienst van Baud. Hij trok naar Brest en liet er zich in mei 1804 aanmonsteren bij de zeemacht als chirurg. Het jaar daarop werd hij majoor-chirurg op het korvet La Diligente. Hij was aan boord tijdens de gevechten die dit schip leverde tijdens de jaren 1806-1808.
Hij werd in 1812 gedetacheerd naar de haven van Antwerpen en onder de orders van generaal Carnot werd hij chirurg in het militair hospitaal van de recolletten. Na de val van het Franse keizerrijk bleef hij in Antwerpen en werd majoor-chirurg bij een regiment karabiniers van het Verenigd Koninkrijk der Nederlanden.
In 1817 bood de pas gestichte Rijksuniversiteit Leuven hem het hoogleraarschap aan. Hij aanvaardde en doceerde anatomie en chirurgie. Bij zijn installatie in 1821 wijdde hij zijn intronisatierede aan Rega, de grote professor van de vroegere universiteit. Voor het academiejaar 1827-1828 was hij rector magnificus. De academische overheid apprecieerde het zeer dat hij zich op korte tijd het Latijn had eigen gemaakt en met zwier in deze taal kon doceren. Hij verwierf ook reputatie door zijn grondige kennis van de geneeskunde en de chirurgie.
Toen de Rijksuniversiteit Leuven in 1835 werd afgeschaft, dacht hij eraan zich volledig uit de beroepsactiviteiten terug te trekken en te leven van de 3.000 fr. jaarlijks pensioen die het nieuwe koninkrijk hem had toegezegd. De nieuwe Katholieke Universiteit vroeg hem echter het professoraat weer op te nemen, wat hij aanvaardde. Het pensioengeld dat hij van het rijk ontving, deelde hij uit aan de armen.
Ondertussen had hij in 1832 al inspanningen geleverd voor de bestrijding van de grote cholera-epidemie en was onder meer in Londen en Parijs de ravages van de ziekte gaan bestuderen. Hij werd hiervoor door de regering gehuldigd.
Van 1835 tot 1843 was hij gemeenteraadslid van Leuven.
Baud werd lid van de Academie voor Geneeskunde en van talrijke binnen- en buitenlandse geneeskundige genootschappen.
Hij had al een hoge leeftijd bereikt toen hij trouwde en twee zoons kreeg.
Hij werd door allerhande kwalen overvallen en stierf toen hij zesenzeventig was. In de eerste uitgave van de 'Biographie nationale' wijdde zijn schoonbroer Adolphe Quetelet een dithyrambisch artikel aan hem.

## Publicaties
- Joannis M. Baud, med. et chir. doct. oratio inauguralis de laudibus quibus efferri potest memoria H. -J. Regae, quondam in Univ. Lovaniensi professoris primarii, in: Annales de l'Université de Louvain, T. IV.
- Description d'une machine à distiller l'eau de mer, 1804?.
- Considération sur l'unité de la science de l'homme envisagée comme objet de l'art de guérir
- Réponse du professeur Baud à la lettre du président de la commission chargée de la révision des lois et arrêtés sur l'art de guérir.
- Cours de Pathologie chirurgicale, in handschrift bewaard.